# 地理的表示
地理的表示（ちりてきひょうじ、英: geographical indications, GI）は、ある商品の品質や評価が、その地理的原産地に由来する場合に、その商品の原産地を特定する表示である。条約や法令により、知的財産権のひとつとして保護される。

## 概要

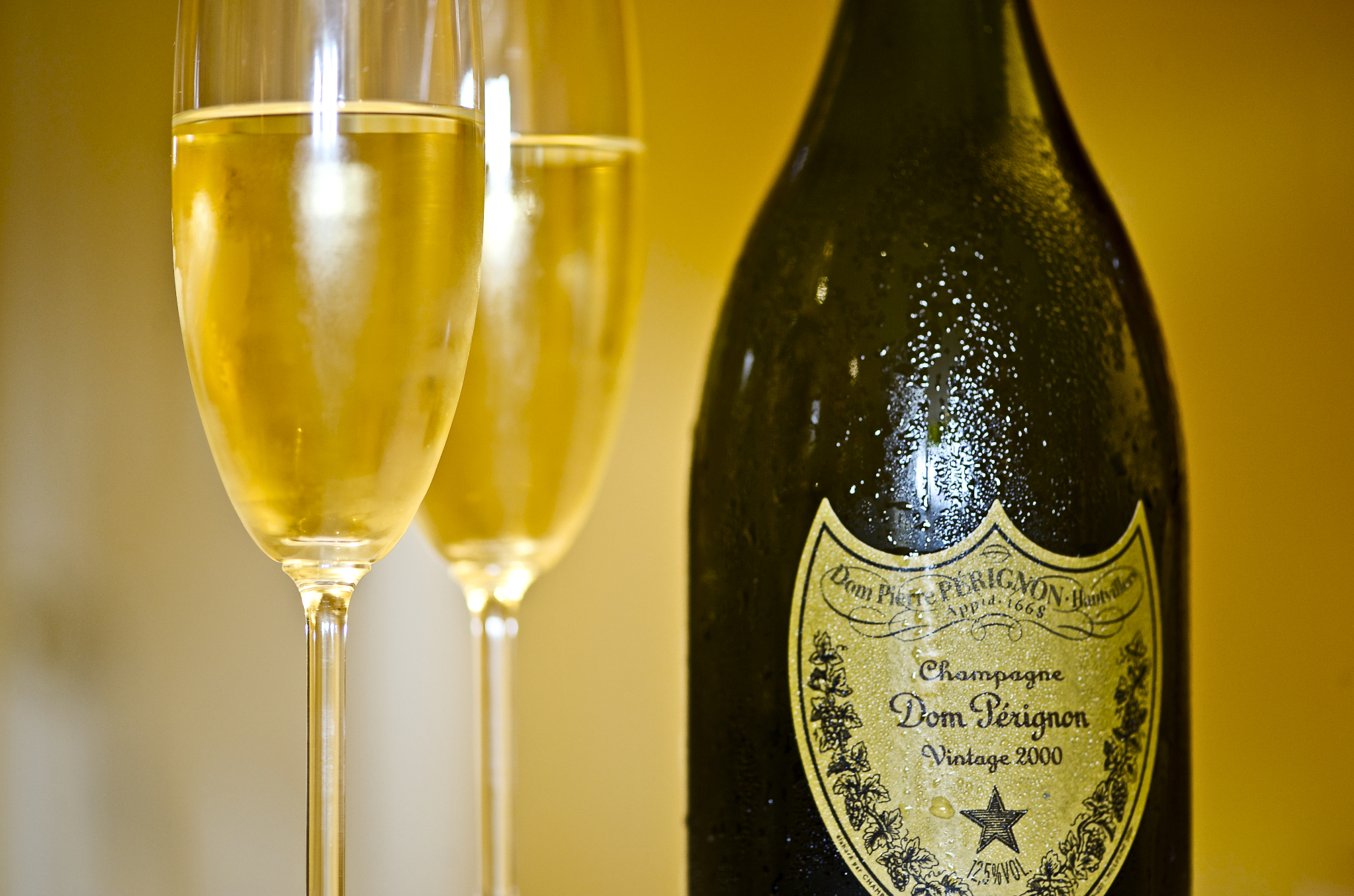
シャンパン
フランスのシャンパーニュ地方において、AOCで決められた仕様に基づいて製造された発泡ワインだけが"シャンパン"の名前を使用できる。

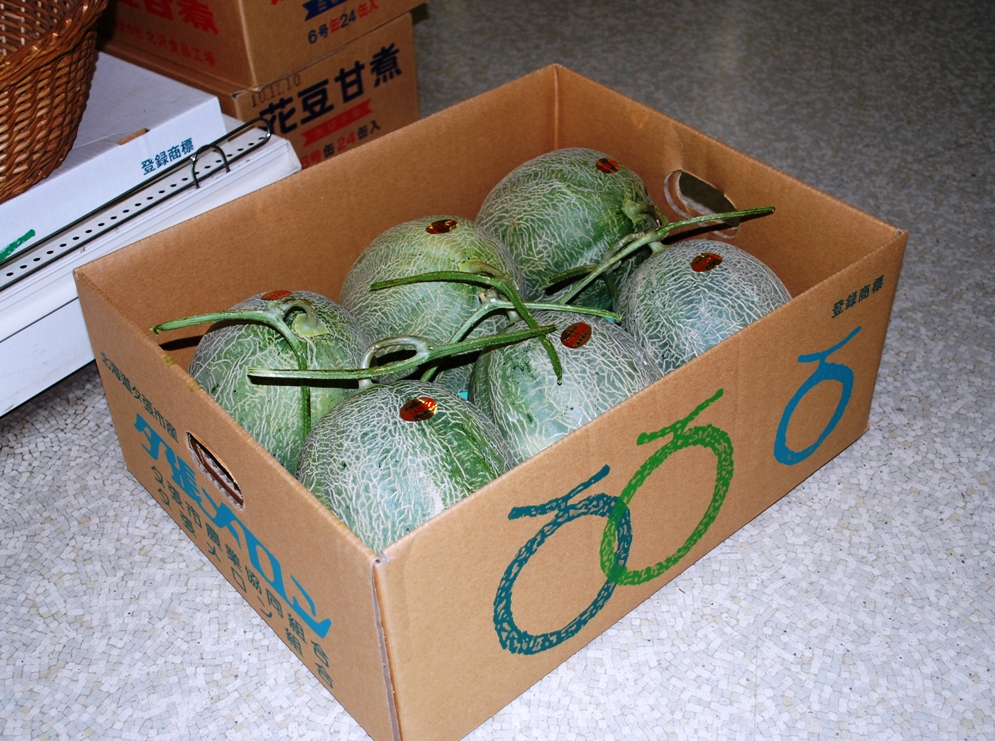
夕張メロン
日本における地理的表示の例。地理的表示法に基づき、地理的表示として登録もされている。

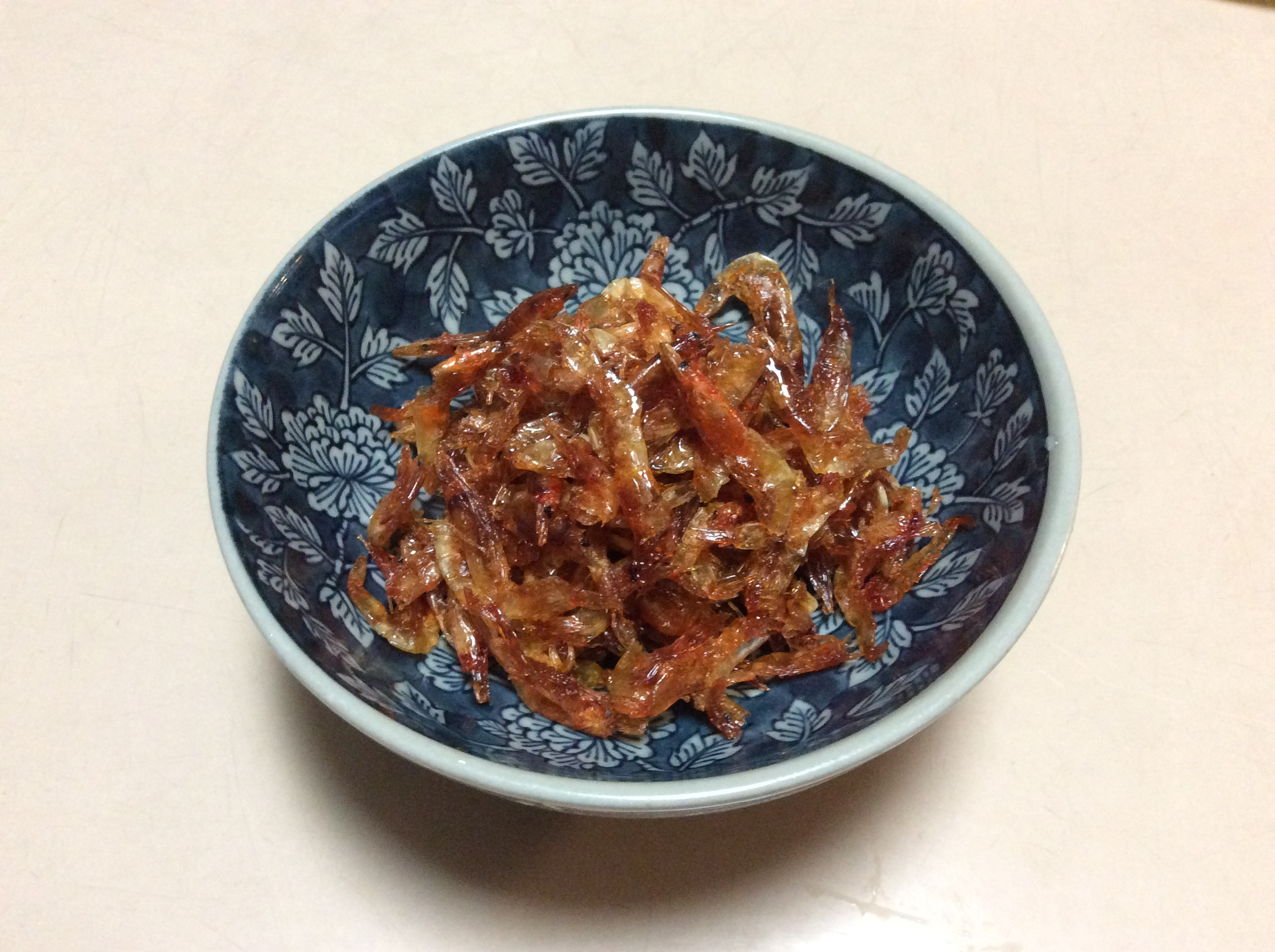
桜エビの佃煮
"佃煮"は地理的表示だが、保護される前に一般名詞になった。

地理的表示とは何かということについて、広く受け入れられている厳密な定義はないが、地理的表示は、ある生産物の特筆される質、評判、その他の特性の理由を、その製品を産する土地の地理的要因や人や自然環境の要因に本質的に求めることができるとき、製品がそのような限られた特定の地区や地方で産したものであることを示すものである。
この一般的な意味での地理的表示は英語ではGI、GIsあるいはGI'sとも略される。例えば、発泡ワインは世界各地で生産されているが、フランスのシャンパーニュ地方で生産されている発泡ワインは特にシャンパンとして他の発泡ワインとは区別されている。シャンパンの名前がシャンパーニュ地方で生産された発泡ワインであることを示す地理的表示である。地理的表示はそれが本物であり、地域に伝わる伝統的な産物であることを表す。そしてこのシャンパーニュ地方で生産されているという地理的表示が、他の発泡ワインとは違う特別な発泡ワイン、つまり本物のシャンパンであるという付加価値をつけているのである。日本の例でいえば夕張メロン、吉野葛、紀州備長炭などが地理的表示にあたる。
地理的表示を特別に保護しないとすると、消費者にとってその製品と地理的な地名との関係が失われてしまうし、さらに悪いケースでは地理的表示が一般名詞となってしまい、そうなると地理的表示に付加価値が付かなくなってしまう。例えば、佃煮の名は本来は江戸の佃島に由来する地理的表示である。つまり、佃島で生産されたから佃煮と言ったのだが、今や佃煮はどこで生産されようとも、小魚などを甘辛く煮た食品を指す一般名詞となっている。仮に、現在の東京都中央区佃において、「佃煮」を生産して市場に出しても、佃の名をもって他の佃煮と差別化を図って付加価値をつけることはできないし、そもそも「佃煮」を佃ないし佃島と結びつけて考えることが一般的なのかどうかもわからない。地理的表示が付加価値でありつづけるには、その地理的表示を、該当する生産物に対して独占的、排他的に使用できる権利を特別に与える必要があるのである。
また、このような付加価値を生む地理的表示は、それ自体が財産とされうるべきものであり、商標や特許、著作権というような知的財産の一種である。1994年に作られたWTO設立協定の付属書1CであるTRIPS協定は知的財産全体を鉾するための協定であるが、その第3節（22条と23条）に地理的表示に関する規定が定められている。地理的表示は商標に似ているが、商標が特定の生産者が製品に使用するものであるのに対し、地理的表示は特定地域の製品に対して使用するものであるという点で異なる。
地理的表示は他の知的財産とちがい、知的所有権だけでなく、貿易、農業政策という3つのテーマの交差する点にあるテーマであり、激しい議論の対象になっている。そもそも自由貿易と知的所有権の間の関係が不明瞭で議論になっており、したがってWTOに知的所有権が含まれることに対する理論的根拠は不明確なままなのである。また、農業団体は先進国のどこでも強力なロビー活動をしているもので、さらに政府は多くの補助金を出しているのが普通である。地理的表示は外国産の低価格の農業製品に対抗する手法の一つで、これは農業製品について旧世界の新世界に対する法的な保護を保証する試みであると広く理解されている。
欧州各国は全般に地理的表示の保護に積極的であるが、アメリカ合衆国などのアメリカ大陸諸国は地理的表示の保護に対してあまり積極的ではない。これは、バドワイザー対ブドヴァルの裁判に代表されるように、アメリカ大陸では欧州の地名に由来する商品が多く製造・販売されているためである。

## 地理的表示を保護する方法
地理的表示を保護することの背景には、特別な性格をもつ農産物や食品、特に原産地との結びつきのある物に対する需要があることがあげられる。これは質や伝統的製品への消費者の要求が次第に大きくなり、また、農産物の多様性を維持することにも関心が向けられているからである。一方、生産者の立場から言えば、その努力に見合う対価を受け取ることができなければこのような様々な質の生産物の生産を継続することはできない。そのためには取引業者や生産者に製品の特性について伝える手段が必要であり、それが市場で正しく表示される手段も必要となるのである。
このように様々な質の製品に対する対価が得られる枠組みは農村部に経済的利益をもたらし、それは山間部や遠隔地のような農業収入の割合の高い地域で顕著に表れる。また、地理的表示がもたらす製品のブランド価格により、地方の雇用を創出して過疎化を防ぎ、しばしば観光産業や飲食産業において重要な波及効果をもたらす。このようなことから、地理的表示は地域の発展に寄与しうるとされている。
この地理的表示を保護するためには、以下の3つの方法がある。

### 商標として地理的表示を保護する方法
第一の方法は地理的表示に商標権を付与することで保護する方法である。これは北米などで取り入れられている。商標を保護する仕組みを利用する利点としては次のような点があげられる。
- 国内外のビジネスにおいてすでに実効のある制度であり、仲裁機関もよくわかっている制度である。
- 先行する権利が優先されること。
- どのような製品・サービスも保護することができる。
- 政府も地理的表示の保護のために新しく予算や人員を割り当てる必要がない。
- 単なる名前だけでない地理的表示(視覚的な意匠やスローガンなど)にも容易に対応できる。
- マドリッド協定議定書として広く受け入れられている。

### 地理的表示を保護する独特の制度で地理的表示を保護する方法
第二の方法は独特の (羅: sui generis) 制度で地理的表示を保護する方法である。これはヨーロッパなどで採用されている。ヨーロッパの地理的表示保護制度を定める欧州規則では、地名を含まない名前に対しては伝統的特産品保護という、地理的表示とは別のカテゴリーが規定されている。地理的表示を商標とは別の物として扱う場合の利点には次のようなものがある。
- 地理的表示が一般的な名称になることはない[注釈 3]。
- 無期限であること。
- 更新や登録にも、多くの場合費用が掛からない。
- 使用しないことによるペナルティや登録の取り消しがない。
- 一般に公共の取り組みであること。
- 裁判において第三者に使用状況を明らかにする必要がない。

### 一般的な規則を利用して地理的表示を保護する方法
第三の方法は不正競争防止法などの一般的な規則を利用して地理的表示を保護する方法である。日本では、この方法を上記第一の方法および第二の方法とあわせて採用している。不正競争の防止の規則で保護する利点としては、事前に当局への出願や申請を要しないことである。一方で、上記２つの制度と異なり、当局のお墨付きを得ないで権利を主張することとなるため、権原の証明が容易でないという問題がある。

## 国際条約
地理的表示の保護は世界的には以下の条約や協定で規定されている。
- 工業所有権の保護に関するパリ条約（1883年）
- 虚偽の又は誤認を生じさせる原産地表示の防止に関するマドリッド協定（1891年）
- 原産地名称の保護及び国際登録に関するリスボン協定（1958年）
- 標章の国際登録に関するマドリッド協定[注釈 4]（1891年）
- 知的所有権の貿易関連の側面に関する協定 (TRIPS協定)（1994年）

TRIPS協定では、「地理的表示」を以下のように定義して地理的表示一般について保護の義務を定めるとともに（第22条）、ワイン（ぶどう酒）とスピリッツ（蒸留酒）についてはさらに追加的な保護を定めている（第23条）。
一方、パリ条約は、原産地表示及び原産地名称を保護の対象に含めており、WIPOではこの両者を合わせて地理的表示と呼んでいる。
リスボン協定第2条(1)では、原産地名称を以下のように定義している。
すなわち、地理的表示や原産地名称の定義は条約によって異なっており、狭義の地理的表示や原産地名称は、ある地域の地名が商品の名称として用いられるものであって、その商品の品質や特性がその地域の環境に由来するものを指す。これに対して、広義の地理的表示や原産地表示は、ある地域の地名が商品の名称として用いられるもの全般を指す。例えば、フランスのボルドーワイン（ボルドー産）、イタリアのゴルゴンゾーラチーズ（ゴルゴンゾーラ産）、スイスのエメンタールチーズ（エメンタール産）などが狭義の地理的表示にあたる。

## 欧州

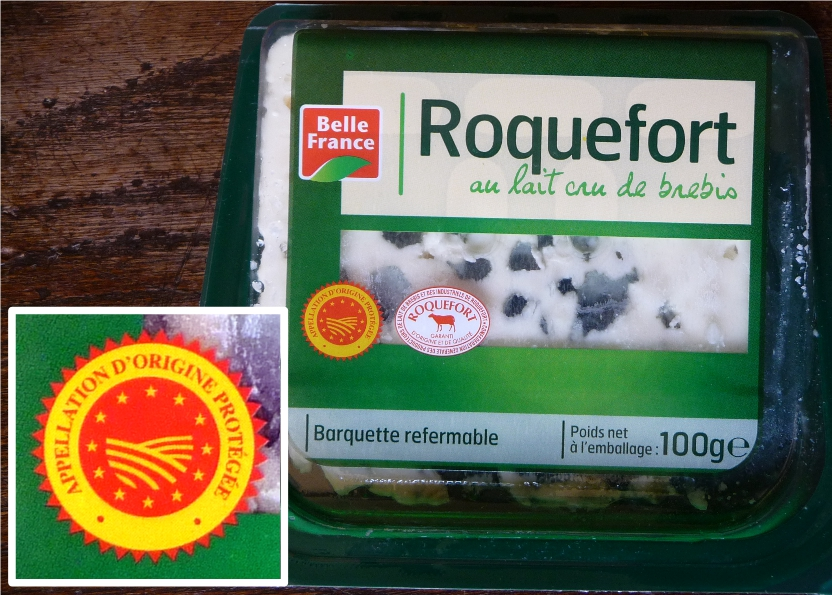
ロックフォール・チーズ保護されている地理的表示の例としてもっとも知られているものの一つ。パッケージ上面にある、黄色と赤の丸いマークが保護される地理的表示のカテゴリーの一つであるPDO(原産地呼称保護)のマーク。

ヨーロッパでは土地の土壌や気候や伝統的手法（テロワール）というものは製品の質に決定的な影響を与えると多くの人が考えている。そのため原産地がどこであるかという表示に敏感である。ヨーロッパのいくつかの国では昔から地域の特産物を保護し、市場へのアピールを強めるために地理的な名称の使用を管理する決まりを整備していた。フランスはその分野での第一人者であり、地理的表示の保護制度は、今をさかのぼること16世紀にロックフォール・チーズのためにその名称を保護したことに始まる。
1883年にはパリ条約で false indicationsの条項で地理的表示保護が規定されていた。1891年のマドリッド協定でもやはり地理的表示保護に触れている。20世紀に入って1958年のリスボン協定、1994年のTRIPS協定でも地理的表示の保護が規定されている。
1992年には欧州連合理事会が農産物および食品のための原産地呼称および地理的表示の保護に関する理事会規則No2081/92を制定した。この規則では原産地呼称保護 (PDO: the protected designation of origin) と地理的表示保護 (PGI: the protected geographical indication) の枠組みを定めている。同じ年に、伝統的特産品保護に関する理事会規則 No 2082/92が制定された。この認証の枠組みは欧州委員会規則No 1848/93の時点から伝統的特産品保護 (TSG:the traditional specialty guaranteed) と呼ばれている。その後この二つの理事会規則は、欧州規則No1151/2012に置き換えられて、2014年現在この規則が地理的表示の保護に関する現行の規則である。その他にもワインや蒸留酒の地理的表示の保護に関する法律や、その際の細則がある。
ヨーロッパの地理的表示の保護制度では、その保護の対象となる地理的な名前の現地での呼称にとどまらず、外国国語に翻訳された呼称も合わせて保護の対象となる。つまり、例えば、フランス語の “Champagne" は地理的表示として保護されている。この場合、英語の“Champagne”（同じつづりだが発音が違う）、ドイツ語の“Champagner”、日本語の「シャンパン」も同じように保護されているので、これらの語の示す地域外で生産された製品以外にこれらの名前を使用することはできない。また、「―風」あるいは「模造―」などという風に明らかに産地が違うとわかる表記であっても、保護された地理的表示を使用することも禁止されている。例えば、保護されているコニャックという地理的表示を使った「コニャック風ブランデー」であるとか、「模造コニャック」というような名称も使用できない。
フランスのアペラシオン・ドリジーヌ・コントロレ（AOC）、イタリアのデノミナツィオーネ・ディ・オリージネ・プロテッタ（DOP）は、ワイン、チーズ、バターなどの農産品の地理的表示を保護するための国内制度であり、製造法や製造地域、特徴などが厳しく管理される。

## 米国
アメリカではもっぱら地理的表示を商標法で定める証明商標または団体商標として保護している。アメリカでは1946年から地理的表示を保護しており、TRIPS協定（1995年）よりずっと早い。地理的表示は商標と同じく以下のような機能を持っているとされている。
1. 製品の出自(生産者・販売者)を示すこと
2. 質を保証すること
3. さまざまなビジネス上の利益となること

同国では地理的表示をもっぱら企業や生産者グループの競争力の元になる知的所有権とみており、農業振興や地域の伝統の保護という性格をもつヨーロッパでの地理的表示とは位置づけが異なる。

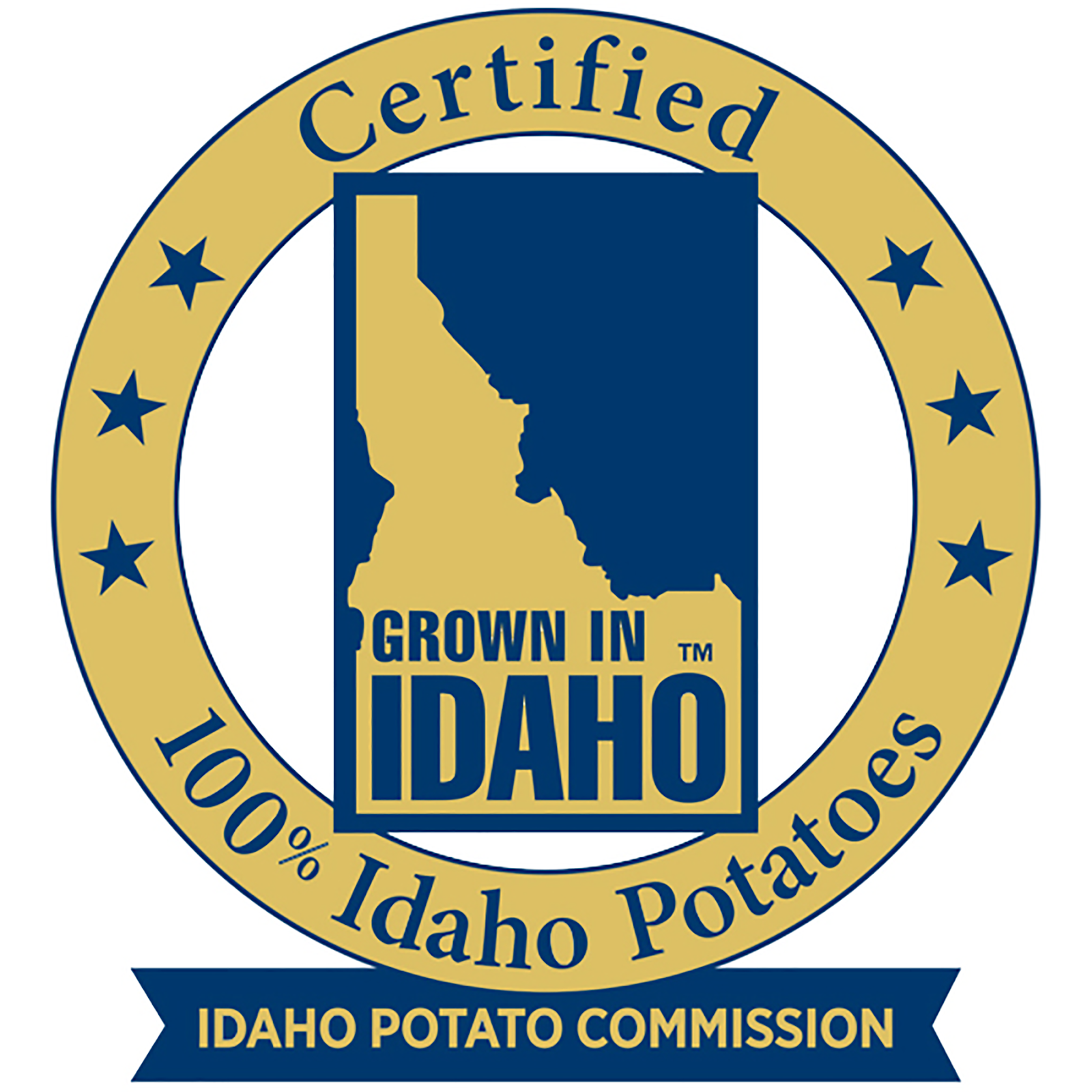
アイダホポテトの証明商標(認証マーク)
アイダホポテトの地理的表示は証明商標として保護されている。

地理的表示の保護に良く用いられる商標のうち、証明商標とはその商標があらかじめ定められた品質が満たされていることや特別な特性を持つことを示す商標である。地理的表示保護の文脈では「証明商標」と言われることが多いが、多くの場合それは認証マークである。ただし、アメリカの商標法での証明商標の定義にはシンボルだけでなく、単語、名前なども含まれる。地理的表示の保護については、例えば、アイダホポテトは地理的表示が証明商標として登録されている。アメリカの証明商標は、原産地の表示のほかに、製品やサービスの質や特性などを表示するものや（例えばエネルギースター）、特定の団体に属する者によって製造・提供された製品やサービスであることを示すものがある（例えば認定パラリーガル）。
証明商標は通常の商標とは違い、“anti-use-by-owener rule”（所有者は使えない決まり）となっている。というのも証明商標の所有者は、自分以外の者が製造したものや提供するサービスがその証明商標が示す要件を満たしているということを認めるだけだからである。証明商標が地理的表示として使用される場合、アメリカの例でいえば証明商標の所有者はほとんどが行政機関かその外郭団体であり、私的な個人ではない。それは、該当する地域の者が自由に使えるものであるし、証明商標の所有者はその誤用や不法使用を防がなければならず、個人の活動としては十分にこれらをこなすことはできないからである。例えば、アイダホポテトの証明商標の所有者はアイダホ州政府の一機関であるアイダホポテト委員会である。
団体商標は通常の商標と同じように商品やサービスの出自を表すものであるが、その出自は特定の一個人・法人ではなく、ある団体の構成員であることを示す。例えば、オレゴン州およびアイダホ州のスネーク川流域で栽培されているスパニッシュオニオンは「SPANISH ONIONS IDAHO EASTERN OREGON」として団体商標に登録されている。この商標の所有者はアイダホ・東オレゴン玉ねぎ委員会であり、この商標は玉ねぎが委員会のメンバーによって栽培された玉ねぎであることを表す。商標の所有者自身は商品を販売せず、商標が示す商品を宣伝する役割を負う。なお、アメリカにおいては、団体商標 (Collective Marks) をさらに狭義の団体商標 (Collective trademarks / Collective service marks) と団体会員商標 (Collective membership marks) に分けている。ここでいう団体商標とはある団体の会員のみが使用できる製品やサービスに対する商標であり、団体会員商標とはその団体の会員であることを示す商標である。団体商標の例として、地理的表示とは無関係であるが、FTD（Florists' Transworld Delivery）や、団体会員商標の例としてAAAを挙げることができる。

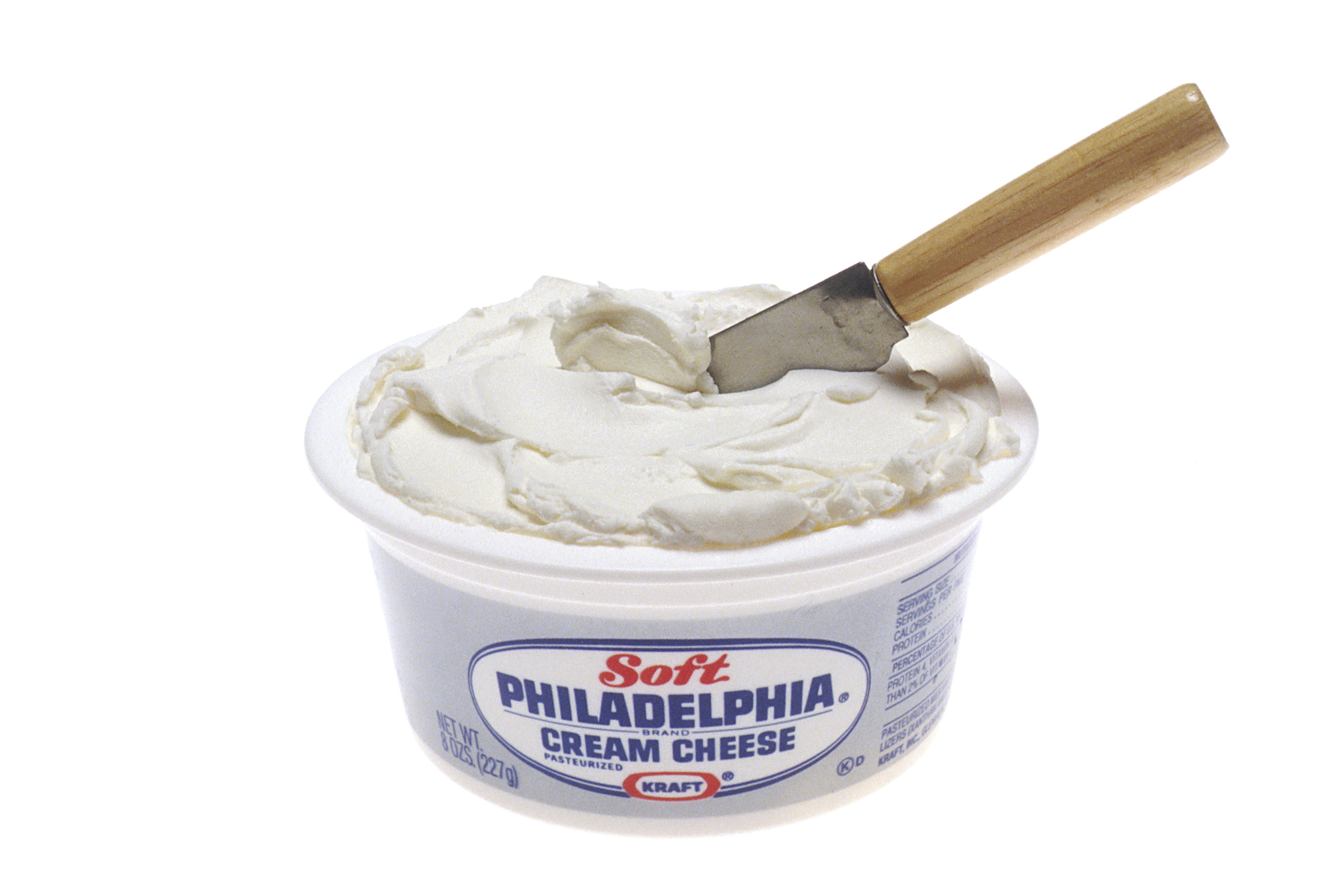
フィラデルフィア・クリームチーズ
フィラデルフィアで製造されているわけではないことは誰もが認識している。

アメリカにおいては、地名を通常の商標として登録することもできる。ただし、それはその商品の出自が良く知られている物に限るし、その場合は生産地を示すとは限らない。例えば「フィラデルフィア」はクリームチーズの商標として商標登録されている。この場合は当該製品がフィラデルフィアで生産されていることを意味しない。フィラデルフィアはクラフト・ハインツの販売する軟質チーズであると消費者に認識されており、別の製造業者がクラフト・ハインツ社の製品の評判に便乗することを防ぐためにこれが商標として保護されているわけである。地名が商品名に冠されている場合、確かにまずは消費者はその地で製造されたものと考えるであろうが、一方でこのフィラデルフィアの例のようにどの会社の製品であるかという製品の出自を示す働きもあるとされている。
なお、アメリカでもスイスチーズやバーミューダショーツのように地名を用いてはいてもすでに一般的な名称になっているものは商標としても保護の対象にならない。
一方でウイスキーに関しては地理的表示を保護する独自の法律が制定されており、国内で消費されるアメリカン・ウイスキーやカナディアン・ウイスキーは国内で特定の製法により製造されたものだけが名乗ることが出来る。

## 中華人民共和国

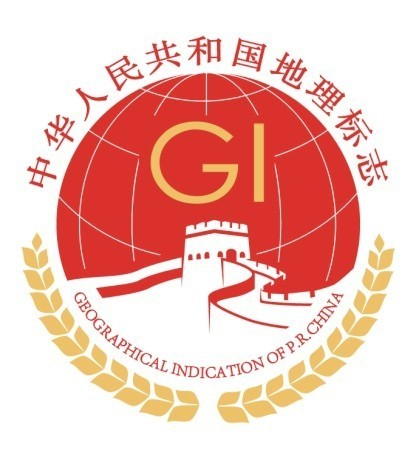
新版中国地理表示（2019年10月16日使用開始）

中華人民共和国では地理的表示の主な認証機関として国家質量監督検査検疫総局が担当している。中国の地理的表示製品の保護は、1999年に国家質量技術監督局が公布した「原産地域製品保護規定」による保護制度から正式に始まった。2000年より紹興酒の事例より試行し、2001年より正式に施行。2005年には国家質量技術監督局は保護規定を新たに「地理標誌産品保護条例」に改訂。旧規定での指定品も含め「地理標誌産品（中: 地理标志产品）」と明確に表示出来るようになった。
2011年5月の時点で、中国政府は地理的表示製品として1,192の製品を承認している。

## 日本

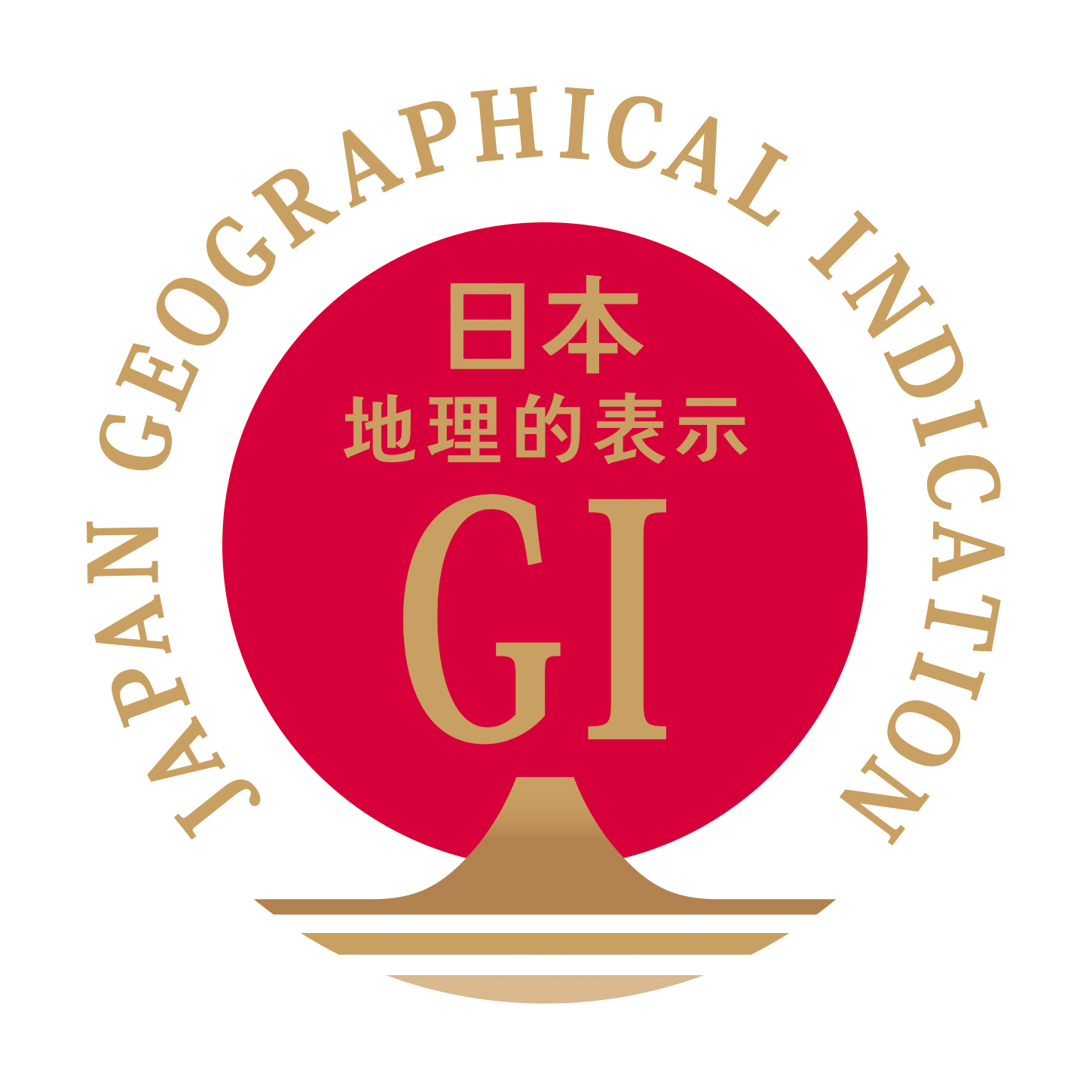
日本のGIマーク。

日本でも国税局が所管する酒税の保全及び酒類業組合等に関する法律でワイン、蒸留酒、清酒の地理的表示を保護している。その他にも、2014年に農林水産物や食品についての地理的表示の保護を目的とする特定農林水産物等の名称の保護に関する法律（略称：地理的表示法）が公布された。この法律は農林水産省が所管している。
日本において、地理的表示法も地域団体商標も同じく地理的表示を保護する仕組みであるが、地理的表示法に基づいて地理的表示が登録されるには単に商品の名前だけでなく、商品の生産方法や商品に求められる特性を定める必要があり、登録後も権利者が品質管理を行うことが求められている。他にも地域団体商標は不正使用に対して直ちに自ら損害賠償請求、差止請求を行うことが出るのに対し、地理的表示法に基づく地理的表示の不正使用は行政が取り締まるという違いがある。
また日本が締結している経済連携協定において、地理的表示を相互の保護する規定が設けられているものがある。具体的にはメキシコ、ペルー、チリ、欧州連合、イギリスとの協定にその規定があり、アメリカとの間にも同様の規定が含まれる交換公文がある。特に日EU・EPAにおいては、日本側11、EU側145が対象となっている。

### 特定農林水産物等の名称の保護に関する法律（地理的表示法）

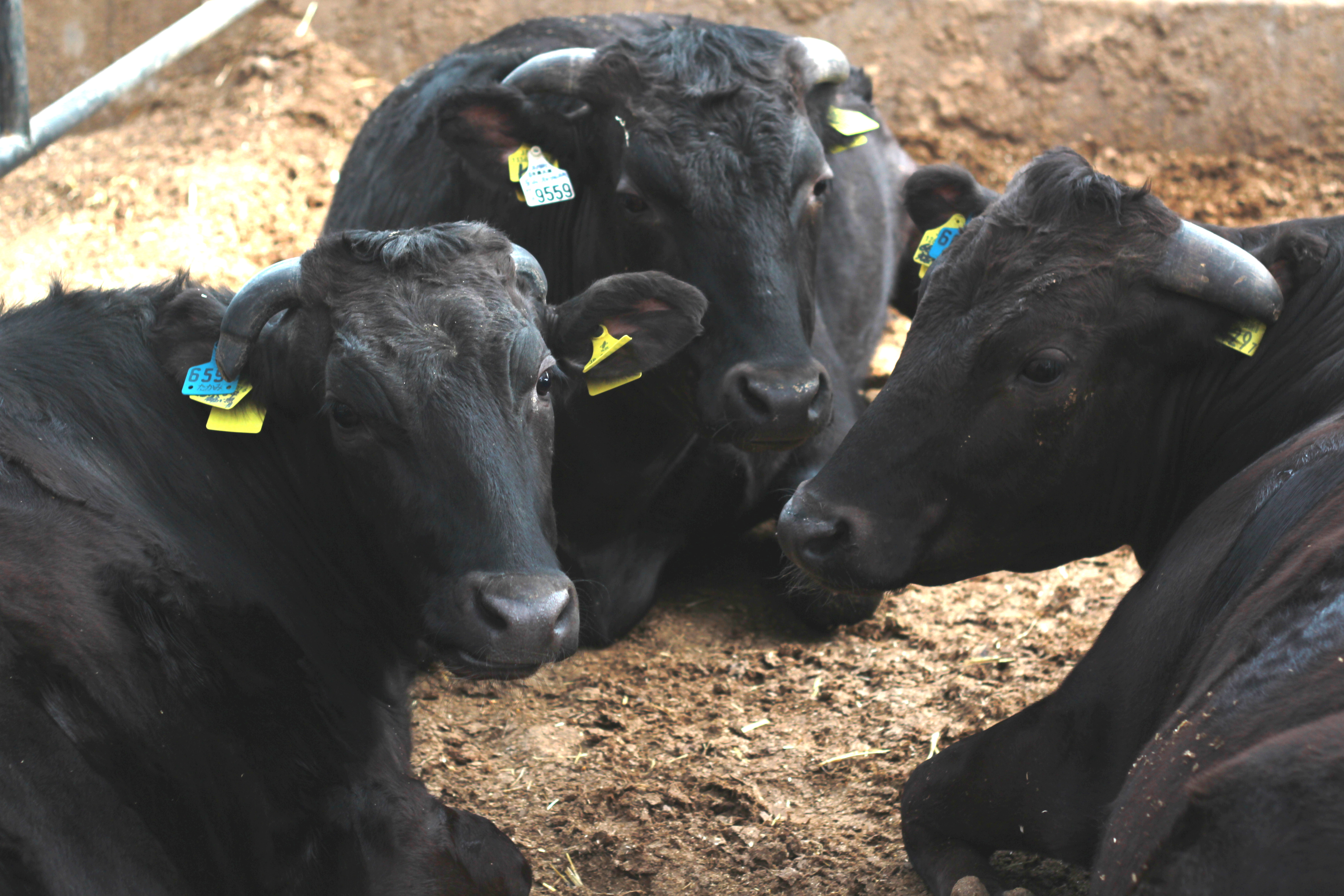
但馬牛
地理的表示法に基づいて登録された地理的表示のうち最初に登録されたものの一つ。

2014年6月25日、地域で育まれた伝統と特性を有する農林水産物食品のうち、品質等の特性が産地と結び付いており、その結び付きを特定できるような名称（地理的表示）が付されているものについて、その地理的表示を知的財産として保護し、もって、生産業者の利益の増進と需要者の信頼の保護を図ることを目的として、「特定農林水産物等の名称の保護に関する法律」（地理的表示法）が第186回国会で成立した。2015年12月には、この法律に基づき、下記の7件が地理的表示として初めて登録された。
- あおもりカシス - 青森県青森市、平内町、今別町、蓬田村、外ヶ浜町
- 但馬牛 - 兵庫県内
- 神戸ビーフ - 兵庫県内
- 夕張メロン - 北海道夕張市
- 八女伝統本玉露 - 福岡県内
- 江戸崎かぼちゃ - 茨城県稲敷市及び牛久市桂町
- 鹿児島の壺造り黒酢 - 鹿児島県霧島市福山町及び隼人町

2023年7月20日時点で138産品が登録されている。累計では139産品が登録されたが、西尾の抹茶（第27号）が2020年2月に登録削除となった。なお、日本の地理的表示法に基づいて登録された生産物の名前にはいぶりがっこのように地名の入っていない例がある。2017年9月15日には、日本国外の産品で初めてプロシュット・ディ・パルマ（パルマハム）が登録された。また、2021年3月12日に登録されたルックガン ライチは、農林水産省とベトナム知的財産庁との地理的表示に係る協力覚書に基づき、両国のGI産品を相互申請する試行的事業の結果として、ベトナムにおける鹿児島黒牛の登録と同時に登録されたものである。

### 酒税の保全及び酒類業組合等に関する法律（酒類の地理的表示）
酒類の地理的表示については、酒税の保全及び酒類業組合等に関する法律第86条の6第1項の規定に基づく、酒類の表示基準の一つとして酒類の地理的表示に関する表示基準が定められている。具体的には、酒類の地理的表示に関する表示基準を定める件（平成27年10月30日国税庁告示第19号）により定められている。例えば、清酒に対して「白山」の名を冠するには、石川県白山市で製造されて、その他の決められた要件を満たさなければならない。
酒の地理的表示は、世界貿易機関（WTO）協定のTRIPS協定第23条によりぶどう酒と蒸留酒の地理的表示の保護が加盟国の義務とされたことから、1994年に国税庁が制度を制定し、2015年の見直しにおいてすべての酒類が制度の対象となって現在にいたっている。
保護の対象となる地理的表示は、国税庁長官が指定することになっており、2023年11月現在「壱岐」、「球磨」等25の名称が指定されている。酒の種類別内訳は、蒸留酒4、清酒15、ぶどう酒5、その他の酒類（梅酒）1となっている。名称のうち、「山梨」、「山形」、「長野」は清酒とぶどう酒の両方の名称とされている。

### 地域団体商標制度

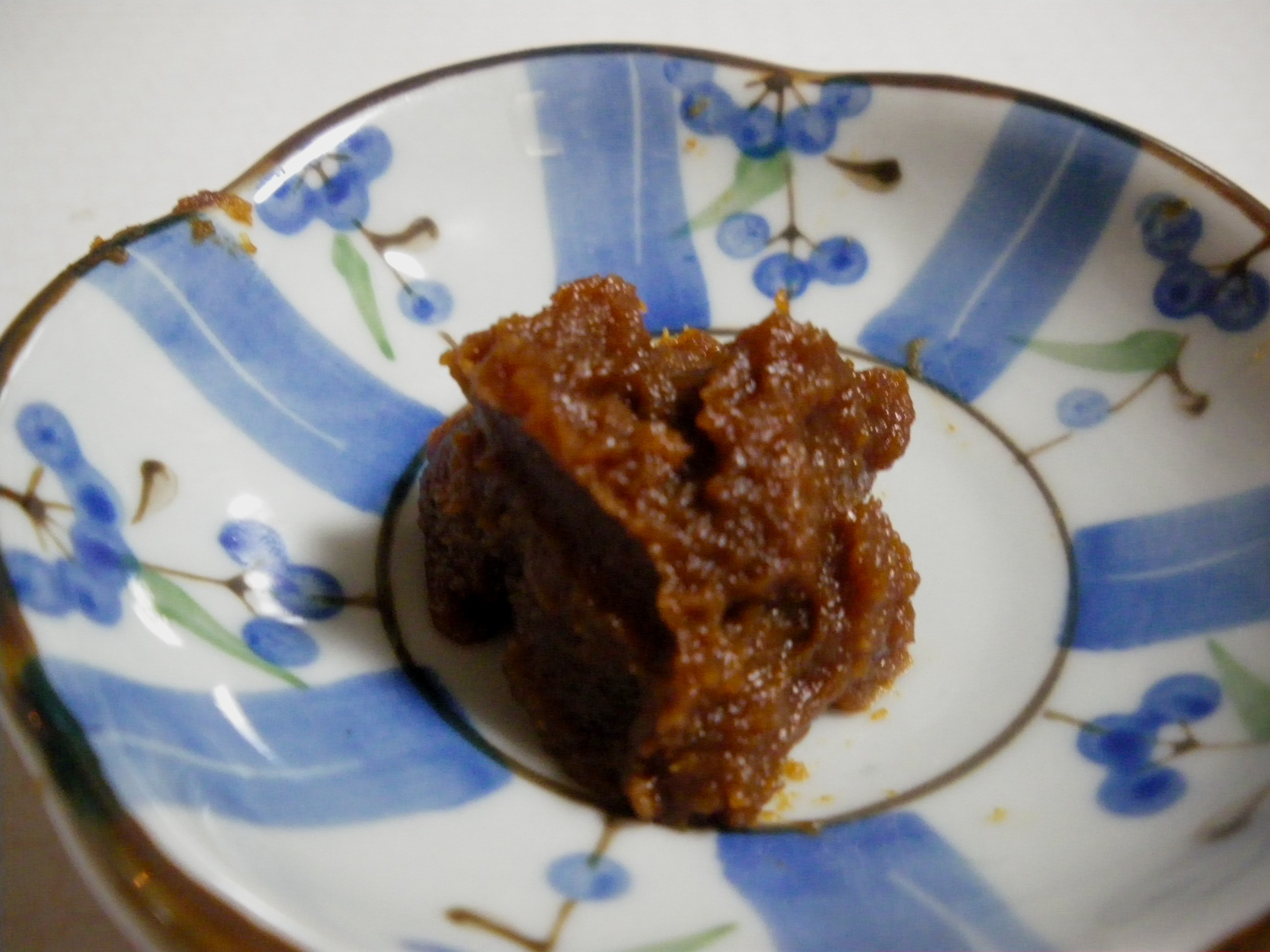
江戸甘味噌
地理的表示が地域団体商標として登録され、保護されている。権利者である東京都味噌工業協同組合の組合員のみが江戸甘味噌の商標を使用できる。

日本でも地域団体商標として産地の名前を冠した商標が登録でき、これは特許庁が管理している。2006年に改正された商標法が施行されて最初に青森県田子町のたっこにんにくが登録されたほか、山形県の米沢牛、福井県の越前がに、東京の江戸甘味噌などが地域団体商標として登録されている。日本では、地域団体商標の制度が確立する以前には「地域名」＋「商品・役務の普通名称」という文字商標は商標として登録できなかった。地名も普通名称も一般に使われているものであって識別力がなく、特定の個人や団体に独占的に使用させるわけにはいかないからである。一方で、「地域名」＋「商品・役務の普通名称」が誰にでも何にでも使用できることになれば、地域の特産品を特別な物として積極的に育てようとしている際に不都合である。例えば長年工夫や努力をして商品のブランドを築いてきても、偽物が出回る事があるからである。
日本の地域団体商標はすでに確立した知名度をもっている物を対象としている。物やサービスの名前だけでなく、その名前と特定の団体(その土地の業界団体など)との関係がよく知られていることも求められている（商標法7条の2）ので、あまりに広く用いられていて、すでに特定の団体との関係が希薄になっている場合（つまり「どの団体が使っているかを特定できない」という状態）はこの周知性の要件を満たしていないとして登録を拒絶される。例えば、喜多方ラーメンや京料理は出願はされたが地域団体商標として登録されなかった。
日本では地理的表示を含む商標を地域団体商標として単なる団体商標（商標法7条）とは別のカテゴリーにしているが、これは世界的に見れば珍しい例で、通常の団体商標として登録されることが通常である。

### 不正競争防止法

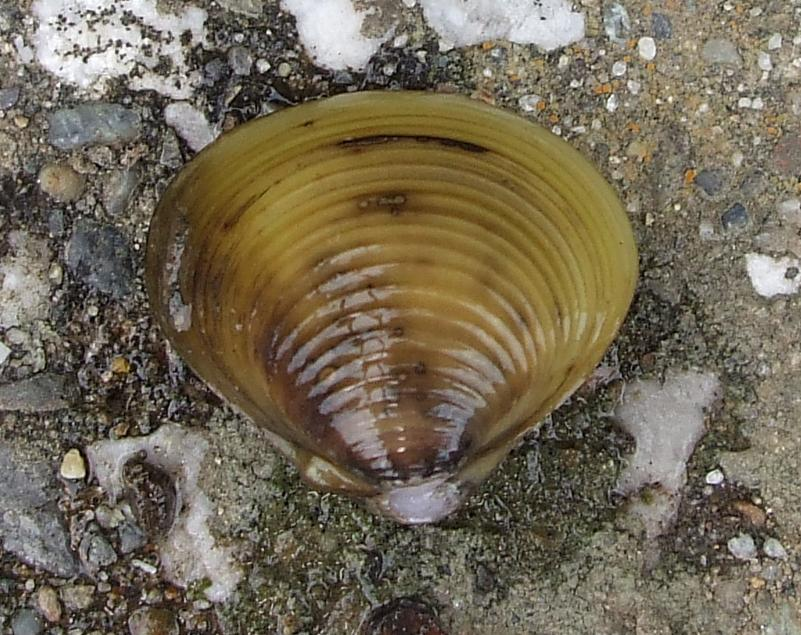
タイワンシジミ
シジミの一種だが、輸入されたタイワンシジミが国産シジミと偽って販売され、不正競争防止法違反などの罪に問われる例がしばしばある。

不正競争防止法においても、原産地等誤認惹起行為を禁止する（不競法第2条1項20号）など、地理的表示の保護が図られている。例えばパルマ産でないハムについてパルマ産であるかのように表示することは、経済産業省が所管する不正競争防止法で禁止されている。実際の例としては、2008年に大阪の高級料亭の船場吉兆が牛肉のみそ漬けの産地偽装に関し不正競争防止法違反（虚偽表示）の罪で罰金が科された例や、2010年に中国産のワカメを鳴門わかめと偽って販売したマルナガ水産の社長が逮捕された例などがある。
日本において地理的表示の不正利用、つまり産地偽装については、不正競争防止法以外にも米トレーサビリティ法でも直罰規定が定められているし、2015年以前はJAS法でも直罰規定があった。その中で不正競争防止法による罰則が一番重いので当局は不正競争防止法違反により検挙・起訴することになる。同じ不正行為についてわざわざ軽い罰則を科す理由がないからである。
農林水産省は2002年より「食品表示110番」を開設し食品偽装の情報を専門に受け付けているほか、立ち入り検査などの方法で業者の指導監督を行う権限を有している。犯罪性が強いと判断される案件については警察署に刑事告発を行うことになる。また、新潟県では新潟産とされるコメのDNA検査を定期的に行ない、実際に、新潟産と偽ってブレンド米を販売していた業者を2012年に刑事告発したこともある。